# Брандт, Эрик
Э́рик Го́ттфрид Кри́стиан Брандт (31 августа 1884, Швеция — 22 октября 1955) — шведский политик (социал-демократ), депутат риксдага в 1938—1943 гг.

## Биография
Родился 31 августа 1884 года. Происходил из семьи южношведского пастора. После учёбы в Лундском университете в 1911 году стал школьным учителем в Лулео. С 1915 года служил инспектором школ в провинции Даларна. В 1938 году избран депутатом риксдага. Занимал эту должность до 1943 года.
Эрик Брандт наиболее известен тем, что накануне Второй мировой войны неудачно выдвинул Адольфа Гитлера на Нобелевскую премию мира. Номинация была быстро отозвана, поскольку Брандт, будучи антифашистом, никогда не предполагал, что его предложение расценят всерьёз, рассматривая его только как «сатирическую критику» выдвижения шведскими парламентариями на эту премию несколькими днями ранее британского премьер-министра Невилла Чемберлена. В письме в Норвежский Нобелевский комитет с предложением о номинации Гитлера на премию, Брандт написал следующее:
Норвежскому Нобелевскому комитету
Настоящим я смиренно предлагаю присудить Премию мира за 1939 год канцлеру и фюреру Германии Адольфу Гитлеру — человеку, который, по мнению миллионов людей, как никто другой в мире заслужил эту высокочтимую награду. Подлинные документы свидетельствуют о том, что в сентябре 1938 года мир во всём мире находился под большой угрозой; до начала новой европейской войны оставались считанные часы. Человеком, который в это опасное время спас нашу часть света от страшной катастрофы, был, без сомнения, великий лидер немецкого народа. В критический момент он добровольно не пустил в ход оружие, хотя имел возможность развязать мировую войну.
Благодаря своему горячему миролюбию, ранее задокументированному в его знаменитой книге "Майн кампф" — наряду с Библией, возможно, лучшей и самой популярной мирной литературой в мире, — вместе со своим мирным достижением — аннексией Австрии — Адольф Гитлер избежал применения силы, освободив своих соотечественников в Судетской области и сделав свою родину большой и могущественной. Вероятно, Гитлер, если его не будут беспокоить и оставят в покое разжигатели войны, умиротворит Европу, а возможно, и весь мир.
К сожалению, до сих пор существует огромное количество людей, которые не видят величия в борьбе Адольфа Гитлера за мир. Исходя из этого факта, я бы не нашёл подходящего момента для выдвижения Гитлера кандидатом на Нобелевскую премию мира, если бы не ряд шведских парламентариев, которые выдвинули другого кандидата, а именно британского премьер-министра Невилла Чемберлена. Эта кандидатура кажется плохо продуманной. Хотя верно, что Чемберлен своим великодушным пониманием борьбы Гитлера за умиротворение внёс вклад в спасение мира во всём мире, последнее решение было за Гитлером, а не за Чемберленом! Гитлеру, и никому другому, в первую очередь, мы должны быть благодарны за мир, который до сих пор царит в большей части Европы; и этот человек также является надеждой на мир в будущем.
Поскольку Чемберлен, очевидно, может претендовать на свою долю в установлении мира, он, возможно, мог бы получить меньшую часть премии мира. Но самое правильное — не ставить рядом с именем Адольфа Гитлера другое имя и тем самым не бросать на него тень. Адольф Гитлер, безусловно, является подлинным, посланным Богом борцом за мир, и миллионы людей во всём мире возлагают на него свои надежды как на Князя мира на земле.

Стокгольм, 27 января 1939 года
Во время Второй мировой войны Брандт решительно осуждал политику нацистской Германии.
Скончался 22 октября 1955 года в возрасте 71 года.